# Isodromus flaviceps
Isodromus flaviceps är en stekelart som först beskrevs av Johan Wilhelm Dalman 1820.  Isodromus flaviceps ingår i släktet Isodromus och familjen sköldlussteklar. Arten är reproducerande i Sverige. Inga underarter finns listade i Catalogue of Life.